# Dictenidia bimaculata
Dictenidia bimaculata là một loài ruồi hạc phân bố ở miền Cổ bắc.

## Hình ảnh

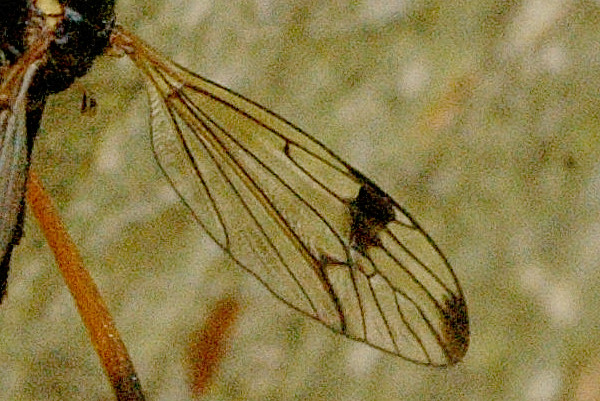
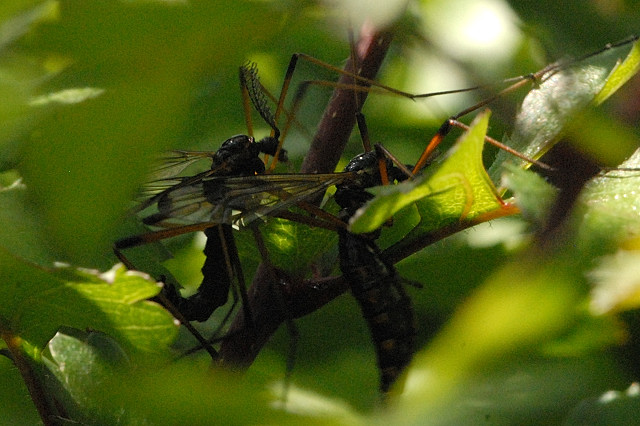